# 原口忠次郎
原口 忠次郎（はらぐち ちゅうじろう、1889年〈明治22年〉11月12日 - 1976年〈昭和51年〉3月22日）は、日本の土木技術者、官僚、政治家。
神戸市長（第12代）、参議院議員（1期）などを歴任した。

## 来歴

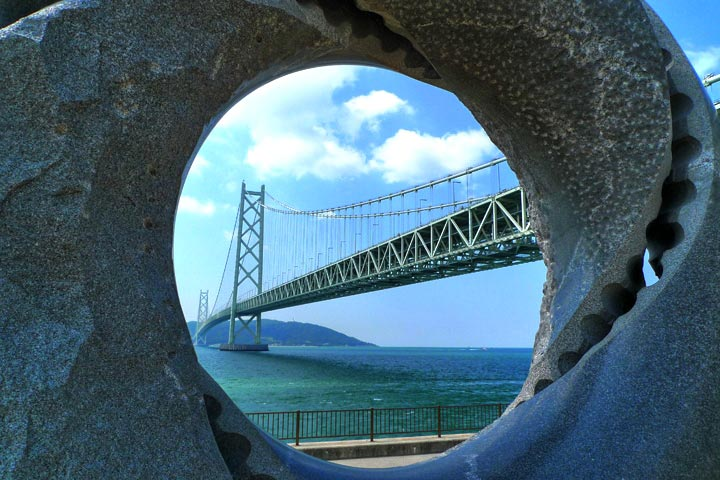
牛尾啓三の作品「夢レンズ」から明石海峡大橋を望む

佐賀県小城郡芦刈町（現小城市）生まれ。
金沢の旧制第四高等学校を経て、1916年（大正5年）京都帝国大学工科大学土木工学科を卒業後、内務省に入省、東京土木出張所、新京国道建設所長、神戸・中国・四国などの土木出張所長を歴任した。
1945年（昭和20年）神戸市の局長、1946年（昭和21年）復興本部長、神戸市助役を務め、1947年（昭和22年）の神戸市長選挙に落選後、第1回参議院議員通常選挙兵庫県選挙区に日本社会党公認で当選。1949年（昭和24年）神戸市長に当選し、1969年（昭和44年）まで5期20年務めた。
1954年（昭和29年）4月6日には、神戸港に昭和天皇、香淳皇后の行幸啓があり、神戸埠頭社屋の展望室から港の説明を行った。
「技術屋市長」として、山を削った土で海面を埋め立ててポートアイランドなどを整備し、山を削った跡をニュータウンなどとして開発する事業（いわゆる「山、海へ行く」と呼ばれた事業。鶴甲、渦森台、住吉川も参照）を行ったほか、六甲山トンネルを含む六甲有料道路、神戸ポートタワー、神戸高速鉄道、さんちか（地下街）などの事業の実施、明石海峡大橋の実現に向けた調査などに行政手腕をふるった。
1976年3月22日、脳梗塞のため神戸市立中央病院にて死去。86歳。当時の宮崎辰雄市長を葬儀委員長にした市民葬が行われた。死没日をもって従四位から従三位に叙される。
没後にポートアイランド中公園に銅像が建立され、明石海峡大橋が竣工した後、舞子公園に原口の偉業を記念したモニュメント「夢レンズ」が建立された。

## 栄典
- 1940年（昭和15年）8月15日 - 紀元二千六百年祝典記念章[7]
- 1964年 - 藍綬褒章（港湾関係の委員や団体役員として港湾施設整備拡充に寄与したことによる）[8][9]
- 1965年 - 勲二等瑞宝章（勲三等からの昇叙）[8][10]
- 1969年 - 神戸市名誉市民（第1号）[11]
- 1974年 - 勲一等瑞宝章
- 1976年 - 従三位

## 著作
- 米田正文共著『土と杭の工学』岩波書店、1931年。
- 米田正文共著『新土と杭の工学』岩波書店、1951年。